# Вульпе (Эна)
Вульпе́ (фр. Voulpaix) — коммуна во Франции, находится в регионе Пикардия. Департамент коммуны — Эна. Входит в состав кантона Марль. Округ коммуны — Вервен.
Код INSEE коммуны — 02826.

## Население
Население коммуны на 2010 год составляло 405 человек.
| 1962 | 1968 | 1975 | 1982 | 1990 | 1999 | 2010 |
| ---- | ---- | ---- | ---- | ---- | ---- | ---- |
| 528  | 516  | 503  | 434  | 404  | 370  | 405  |

## Экономика
В 2010 году среди 273 человек трудоспособного возраста (15—64 лет) 184 были экономически активными, 89 — неактивными (показатель активности — 67,4 %, в 1999 году было 60,3 %). Из 184 активных жителей работали 157 человек (88 мужчин и 69 женщин), безработных было 27 (14 мужчин и 13 женщин). Среди 89 неактивных 28 человек были учениками или студентами, 33 — пенсионерами, 28 были неактивными по другим причинам.